# Oeceoclades angustifolia
Oeceoclades angustifolia är en orkidéart som först beskrevs av Karlheinz Senghas, och fick sitt nu gällande namn av Leslie Andrew Garay och Peter Geoffrey Taylor. Oeceoclades angustifolia ingår i släktet Oeceoclades och familjen orkidéer. Inga underarter finns listade i Catalogue of Life.